# 小山本家酒造
株式会社小山本家酒造（こやまほんけしゅぞう、英: Koyama Honke Syuzo co.,ltd.）は、埼玉県さいたま市西区指扇に本社を置く、清酒を中心とする酒類の製造・販売企業。世界鷹小山家グループ（せかいたかこやまやグループ）の中核企業。

## 概要
創業者の小山屋又兵衛は、宝暦13年（1763年）に播州・宮北村（現在の兵庫県播磨町）にて出生。灘・伊丹・伏見にて酒造りの技術を習得し、1780年ごろ関東地方へ移住、足立郡白幡村（現在のさいたま市南区白幡）にて酒造業を開始。後の文化5年（1808年）、武蔵国足立郡指扇村（現在の本社所在地）にて良質な湧き水が出ることを発見、酒造蔵を建設したことに始まる。当初は「最高の酒を少なく高く売る」方針の高級酒メーカーであったが、1970年代から経営方針を転換し、大量生産・営業の全国展開を行っている。1980年代より清酒の製造に電算制御技術を導入、バイオテクノロジーの活用による清酒酵母の開発も手掛けている。2003年（平成15年）頃より清酒の海外輸出に力を入れ始め、2008年（平成20年）にはさいたま市の伝統産業事業所に指定された。
1970年代より全国の清酒メーカーを合併・買収する形で発展。世界鷹小山家グループとして全国に5つの酒蔵を有し、それぞれ地域毎の酒造技術の特性・独自性を活かすため分社経営を行っている。グループ全体の清酒出荷量は、2006年（平成18年）、2007年（平成19年）は全国第6位、2010年（平成22年）は全国第7位、2018年（平成30年）は全国第4位。東日本では最大手の清酒メーカーである。「品質第一主義」を経営理念とする。オーナー家同士が遠縁関係にあたる小山酒造（東京都北区）は2018年（平成30年）1月30日に、小山酒造が行っていた清酒製造事業を同年3月1日付で小山本家酒造へ譲渡する協議が行われていることを明らかにした。
代表取締役会長の小山景市は、埼玉県酒造組合会長、日本酒造組合中央会関東信越支部長を務める。旭日小綬章受章。

## 沿革
- 1808年（文化5年） - 創業者小山屋又兵衛、武蔵国足立郡指扇村（現在のさいたま市西区指扇）にて酒造業を開業。
- 1963年（昭和38年） - 株式会社小山本家酒造を設立。
- 1974年（昭和49年）- 世界鷹酒造株式会社がグループ加入。
- 1983年（昭和58年） - 株式会社共同精米を設立。
- 1986年（昭和61年） - 株式会社北鹿がグループ加入。
- 1987年（昭和62年） - 雪椿酒造株式会社がグループ加入。
- 1989年（平成元年） - 賜杯桜酒造株式会社、有限会社福鶴がグループ加入。福鶴は元福鶴酒造有限会社。
- 1990年（平成2年） - 世界鷹総合研究所を設立。
- 1993年（平成5年） - 株式会社越の日本桜酒造がグループ加入。
- 1996年（平成8年） - 有限会社福鶴を株式会社浜福鶴銘醸へ社名変更。世界鷹酒造新町工場稼働。
- 1997年（平成9年） - 世界鷹酒造株式会社を株式会社京姫酒造へ社名変更。世界鷹酒造新町工場が小山本家酒造に譲渡され、小山本家酒造京都伏見工場稼働。
- 2007年（平成19年） - 代表取締役会長小山景市、旭日小綬章受章。
- 2008年（平成20年） - 創業200周年。
- 2009年（平成21年） - 株式会社越の日本桜酒造を越後桜酒造株式会社へ社名変更。
- 2011年（平成23年） - 賜杯桜酒造株式会社を株式会社小山本家酒造に吸収合併。
- 2013年（平成25年） - 株式会社浜福鶴銘醸を株式会社小山本家酒造に吸収合併。「株式会社小山本家酒造 灘浜福鶴蔵」となる。

## 代表銘柄・受賞歴
- 金紋世界鷹（きんもんせかいたか） - 平成22・24酒造年度全国新酒鑑評会金賞[22][23]、埼玉県ふるさと認定食品[24]、彩の国優良ブランド品[25]。株式会社小山本家酒造が埼玉県内限定で販売。
- 世界鷹（せかいたか） - 昭和63・平成4・8・10・19・23・27・28酒造年度全国新酒鑑評会金賞[18][26][27][28][29]。小山本家酒造京都伏見工場での生産。株式会社京姫酒造が販売。
- 都鷹（みやこたか） - 昭和63・平成1・2・3・5・7・12・15・20酒造年度全国新酒鑑評会金賞[30][31][32]。

## グループ企業
- 株式会社世界鷹総合研究所（さいたま市西区）
- 株式会社サイタマ酒販（さいたま市西区）
- 株式会社共同精米（さいたま市西区）
- 株式会社北鹿（秋田県大館市）　『大吟醸 北秋田』
- 雪椿酒造株式会社（新潟県加茂市）　『越乃雪椿』
- 越後桜酒造株式会社（新潟県阿賀野市）
- 賜杯桜酒造株式会社（茨城県取手市）
- 株式会社京姫酒造（京都市伏見区）
- 株式会社浜福鶴銘醸（神戸市東灘区）